# Taylor Marie Hill
Taylor Marie Hill Fryer (Palatine, Illinois; 5 de marzo de 1996) es una modelo estadounidense conocida por ser uno de los ángeles de Victoria's Secret.
Ha trabajado para prestigiosas marcas como Chanel, Balmain, Carolina Herrera, Giorgio Armani, entre otras.
Fue nombrada "Modelo del Año 2015" en las redes sociales, elegida por el público. También fue seleccionada como una de las 100 personas más bellas del mundo por la revista People.

## Primeros años
Taylor Marie Hill nació en Palatine, Illinois, y creció en Arvada, Colorado. A una edad temprana tomó clases de gimnasia antes de entrar en el mundo del modelaje. Tiene tres hermanos también modelos: Chase Hill, Mackinley Hill y Logan Rae Hill, que además es fotógrafa. Se graduó de la secundaria Pomona en Arvada. 
Taylor confesó haber sufrido acoso escolar cuando iba a la secundaria; "la alta y delgada Taylor" era su sobrenombre. "Era el blanco de todas las burlas, nunca me gustó el colegio. Estaba lista. No me importaba no pertenecer a ese mundo. Era una nerd. No les gustaba a ellos", dijo la modelo en una entrevista con Cosmopolitan.[cita requerida] "La última vez lo comprobé, nadie recordaba que yo había ido a ese colegio. La gente quedaba en shock cuando descubrían que yo fui alumna de ese lugar. No existí en ese periodo, en aquel entonces no le gustaba a los niños, y ahora todos se comportan como… Hey, yo fui a la escuela", agregó.[cita requerida] Luego de que firmara con sólo 14 años con la agencia de modelos IMG, dejó la escuela en Colorado y obtuvo su diploma a los 16.[cita requerida]

## Carrera
Hill fue descubierta cuando tenía 14 años en un granero en Granby, Colorado por Jim Jordan, un agente que también es fotógrafo.
En 2013, fue incluida en el catálogo de Intimissimi y trabajó en campañas impresas para Forever 21.
En 2014 modeló para H & M y ese mismo año se convirtió en una de las caras de Rosa Cha junto con Erin Heatherton, Frida Gustavsson y Barbara Palvin.
Fue votada como "la modelo más prometedora del 2015" por los lectores de Couturesque. En 2015 protagonizó un anuncio para Versus. En agosto de ese mismo año, ganó el premio "Modelo del Año" en las redes sociales en los Fashion Media Awards.
En 2016, interpretó a una modelo en la película The Neon Demon y se posicionó en el puesto número 17 de la lista "Las modelos mejor pagadas del mundo" de la revista Forbes, con ganancias estimadas de 4 millones de dólares entre 2015 y 2016. En julio de 2016, fue nombrada como la nueva cara de Lancôme. En 2018 formó parte del selecto grupo de modelos consideradas como las más hermosas del mundo según la revista Maxim.
Ha aparecido en los editoriales de Vogue America, Francia, España, Noruega y México .  Ha sido portada para Harper's Bazaar Francia, Holanda y Australia. Algunos otros trabajos han sido para Elle, W, señora Figaro, Dazed, LOVE, Número ruso, Glamour e italiano Marie Claire y Cosmopolitan México. 
Ha modelado para Versace, 3.1 Phillip Lim, Kenzo, Fendi, Valentino, Carolina Herrera, Emporio Armani, Alexandre Vauthier, DKNY, Chanel, Viktor & Rolf, Anthony Vaccarello, Ralph Lauren, Bouchra Jarrar, Damir Doma, Gabbana, Richard Nicoll, Ermanno Scervino, Atelier Versace, Alberta Ferretti, Gabriela Cadena, Elie Saab, Giorgio Armani, Hervé Léger, IRFE, Rachel Zoe, Christopher Kane, Michael van der Ham, Armani Privé, Mugler, Alexander Wang, Maxime Simoëns, Paul & Joe, Paul Smith, Giles Deacon, Karl Lagerfeld, Miu Miu, Roksanda Ilincic, Victoria Secret, Public School y Vivienne Westwood.
Ha participado en campañas publicitarias para Miu Miu, Jimmy Choo, Lancôme, Versus, Armani Privé, Michael Kors, Ports 1961, H & M, Topshop, J Brand, Juicy Couture, PINK, Alexandre Vauthier, Victoria's Secret y la marca turca Colin's Jeans junto a actor y Modelo Çağatay Ulusoy.

### Victoria's Secret
Taylor Hill pisó por primera vez las pasarelas de Victoria's Secret en el año 2014 en la línea Pink. En el año siguiente fue nombrada junto con otras diez modelos como los nuevos ángeles oficiales de la marca. En 2015 participa en el video promocional Victoria's Secret Angels Lip Sync "Hands to Myself" para la marca en este mismo año y es encargada de abrir el segmento de Pink con unas alas estilo americanas, para dar continuidad con su ascenso a ángel dentro de la marca en 2016 participando en dos segmentos en la introducción del show y abriendo el segmento Dark Angel. En 2017 participa en el Victoria’s Secret Angels Lip Sync “I Feel It Coming”. 
Taylor Hill abrió el Victoria's Secret Fashion Show del 2018 en Nueva York.
En su paso por Victoria's Secret ha participado en 5 desfiles, ha aperturado una vez el show, abriendo 3 segmentos en total.

## Vida personal
Hill salió con el modelo Michael Stephen Shank desde 2016 hasta 2019. Desde 2020 mantiene una relación con Daniel Fryer, de origen británico, un asistente de una firma industrial británica
El día 25 de junio del 2021, anunciaron su compromiso matrimonial. Se casaron el 9 de junio de 2023.